# Киндия (кула)
Кулата Киндия (на румънски: Turnul Chindiei) е кула в ансамбъла Куртя Домняска (Княжески дворец) в Търговище, Румъния, построена през 15 век. Строежът започва по време на второто управление на княз Влад Цепеш във Влашко, а сегашният вид на кулата е постигнат през 19 век. Построена е за военни цели, но впоследствие служи като охранителна сграда, наблюдателна кулата за борба с пожарите, място за складиране и опазване на държавното съкровище. Между 1847 и 1851 г. Киндя е напълно възстановена от Георге Бибеску, който добавя 5 м към височината ѝ. В днешния си вид кулата е висока 27 м и има диаметър 9 м.
Кулата Киндия е най-важният туристически обект в град Търговище и е смятана за негов символ. Части от кулата присъстват в герба на града. Като паметник Киндия днес съхранява изложба с документи, оръжия и вещи, принадлежали на Влад Цепеш. Тя е част от Националния музей „Куртя Домняска“.